# اکبر امیراحمدی
اکبر امیراحمدی از سیاستمداران ایرانی بود، که در دوره‌های  بیست و یکم،  بیست و دوم  و  بیست و سوم بعنوان نماینده تهران در مجلس شورای ملی حضور داشت.